# 菲律賓長尾獼猴
菲律賓長尾獼猴，是食蟹獼猴亞種，也是菲律賓特有靈長類。
在各種菲律賓語言中被稱為matching/matsing或更普遍的unggoy，它在菲律賓的森林和林地中生活，特別是在菲律賓中西部的巴拉望島，米沙鄢群島和棉蘭老島的紅樹林中。 

## 身體特徵
菲律賓長尾獼猴有紅褐色的毛髮，牠的尾巴平均長度為50厘米至60厘米。牠可以達到40-50厘米（16-20英寸）的高度。牠大小如家貓。雄性獼猴體重4-8千克，但雌性只有3-4千克。

## 分布和保護狀況
菲律賓長尾獼猴在菲律賓所有主要島嶼群島（呂宋島，米沙鄢群島，棉蘭老島）都有發現。然而，雖然評估為近危物种，牠實際上處於嚴重退縮或已經在其原始範圍的大部分已經滅絕。例如在中央吕宋的三描礼士省那裡有一片古老的森林，長尾獼猴找到了一些避難所；然而，他們經常在公路被車撞死，不小心被電線電擊，有時被扔石頭驅逐。